# Spaethaspis
Spaethaspis là một chi bọ cánh cứng trong họ Chrysomelidae.
Chi này được miêu tả khoa học năm 1952 bởi Hincks.

## Các loài
Các loài trong chi này gồm:
- Spaethaspis lloydi Hincks, 1952
- Spaethaspis lloydi Hincks, 1952
- Spaethaspis peruviana Borowiec, 2000
- Spaethaspis peruviana Borowiec, 2000